# Душко Савић
Душко Савић (Пожега, 1. јул 1968) бивши је југословенски и српски фудбалер.

## Клупска каријера
Рођен је у Пожеги 1. јулa 1968. године. Играо је на позицији везног играча. Наступао је за Слободу из Ужица, Црвену звезду и грчки клуб Ионикос.

## Трофеји

### Црвена звезда
- Интерконтинентални куп : 1991.
- Првенство Југославије : 1991/92.[2]